# 玛尔戈·皮诺
玛尔戈·皮诺（法語：Margaux Pinot，1994年1月6日—），法国女子柔道运动员。她曾代表法国参加2020年夏季奥林匹克运动会柔道比赛，获得混合团体金牌和女子70公斤级第九名。